# Comme des Garçons
Comme des Garçons er er et japansk modemærke. Comme des Garçons er fransk og betyder "Like Boys" skrevet på japansk コム・デ・ギャルソン (Komu de Gyaruson). Virksomheden er styret af Rei Kawakubo, der ejer mærket med sin mand, Adrian Joffe. Comme des Garçons er baseret i Tokyo samt det prestigefyldte Place Vendôme i Paris, hvor de hvert år viser deres hovedkollektion under Paris Fashion Week og Paris Men's Fashion Week. 
Deres japanske flagship store ligger i Aoyama, som er Tokyos high-end modedistrikt. Virksomheden har også konceptbutikkerne Trading Museum Comme des Garçons og 10 Corso Como Comme des Garçons i Tokyo samt butikker i Kyoto, Osaka og Fukuoka. På verdensplan har Comme des Garçons butikker i Paris, New York, Hong Kong, Beijing, Bangkok, Seoul, Singapore og Manila. I Danmark bliver deres produkter solgt i Wood Wood, Henrik Vibskov, og Norse Store i København. 
I 2004 udviklede Comme des Garçons et butikskoncept, hvor de lagde deres hovedkollektion sammen med deres andre linjer såsom Shirt, Play og andre internationale designere. Denne originale butik, som de kalder de for Dover Street Market, ligger i både Mayfair og London. I 2010 åbnede virksomheden I.T Beijing Market Comme des Garçons efterfulgt af deres nye marked store i Ginza, Tokyo, i 2012 og New York i 2013.

## Historie
Mærket blev startet i Tokyo af Rei Kawakubo i 1969 og etableret som virksomheden Comme des Garçons Co. Ltd i 1973. Det blev populært i Japan i 70'erne. Mærket startede en herretøjslinje i 1978. I 1981 havde de deres debutshow i Paris. Dette show skabte opmærksomhed på grund af deres brug af sorte og ødelagte stoffer. Op gennem 80'erne havde Comme des Garçonss tøj et ødelagt look. 

## Udstillinger
Efter deres Paris-debut udstillede Comme des Garçons fotografier af Peter Lindbergh ved Centre Georges Pompidou i Paris i 1986. I 1990 afholdte de en udstilling af skulpturer. I 2005 holdt de en udstilling i Shinjuku om reklame og grafisk design.
I August 2010 åbnede Comme des Garçons en 6-etagers flagship store i Seoul, South Korea med en kunstudstilling, hvilket var virksomhedens første udenfor Japan. 

## Fashion
Comme Des Garçons' kollektioner bliver designet i Comme des Garçons studio i Aoyama, Tokyo og bliver produceret i Japan, Frankrig, Spanien og Tyrkiet.
Deres forår/sommer-kollektion fra 1997 bliver ofte refereret til som deres "klumper og bump"-kollektion. Denne kollektion førte til deres samarbejde kaldet "Scenario" i 1997 mellem Rei Kawakubo og New York-koreograf Merce Cunningham.
Deres  efterår/vinter-kollektion fra 2006 omhandler begrebet "personlighed" - de forskellige måder, vi præsenterer os selv for verden på. Med skræddersyet herretøj med mere feminine elementer som korsetter og blomst trykt på kjolestof, var "Persona" en kollektion der kombinerede Comme des Garçons' feminine og maskuline sider. 
Junya Watanabe er et mærke startet af Tao Kurihara under Comme des Garçons til megen anerkendelse. Mærket udviklede designet til deres casual strik-linje til kvinder, "Comme des Garçons Tricot".
Comme des Garçons har samarbejdet med mange mærker og designere gennem årene blandt andet Fred Perry, Converse All-Star, Nike
Comme des Garçons have collaborated with various other labels over the years including Fred Perry, Levi's Converse All Star, Speedo, Nike, Moncler, Lacoste, Cutler and Gross, Chrome Hearts, Hammerthor, S. N. S. Herning, Louis Vuitton, Supreme, samt mange andre. Comme des Garçons og H&M samarbejdede om en kollektion, som de udgav i efteråret 2008. 
Sangerinden Björk bærer Comme des Garçons i musikvideoen til "Isobel". Mange andre kendisser er set i Comme des Garçons, heriblandt Lady Gaga, Matt Bellamy, Alexander McQueen, Krikor Jabotian, Chloë Sevigny, Kanye West, Usher, Tilda Swinton, Herb Ritts, Tatiana Sorokko, Karl Lagerfeld, Heidi Albertsen, Mary-Kate Olsen, Vincent Ng, Selma Blair, Leila Aldik, Drake, Joe Jonas, ASAP Rocky, 2 Chainz, og John Waters, der har afsat et kapitel i sin  bog, Role Models fra 2010, til Comme des Garçons og Rei Kawakubo.

## Parfume
Comme des Garçons producerer også deres egen parfumelinje hvoraf de fleste er ukonventionelle i parfumeverdenen. Det er en blanding af 53 ikke-traditionelle noter til at skabe en moderne og slående duft. Nogle af disse noter er: ilt, flash af metal, vasketøj som tørrer i vinden, mineralsk kul, klitter, neglelak, cellulose, ren luft fra de høje bjerge, brændt gummi og flammende sten. Instruktør John Waters og arkitekt Stephen Alesch bruger begge parfumen.
Comme des Garçons udgav deres parfumeserie "Champaca" hvor artisten Katerina Jebb producerede det visuelle. I 2002 blev parfumelinjen en del af Puigs katalog over parfumer. Den 28. August 2014 udgav Comme des Garçons sammen med Pharrell Williams og KAWS deres unisex parfume "G I R L" inspireret af Pharrells soloalbum af samme navn.

## Comme des Garçons linjer
Designet af Rei Kawakubo
- Comme des Garçons – primær dametøjslinje (siden 1973)
- Comme des Garçons Noir – sort-dominerede dametøjskollektion (siden 1987)
- Comme des Garçons Comme Des Garçons – (Bedre kendt som 'Comme Comme') dametøj (siden 1993)
- Comme des Garçons Homme Plus – primær herretøjslinje (siden 1984)
- Comme des Garçons Homme Plus Sport
- Comme des Garçons Homme Plus Evergreen - genopfundet elementer fra tidligere kollektioner (siden 2005)
- Comme des Garçons Homme Deux – formelt skræddersyet herretøj (siden 1987)
- Comme des Garçons SHIRT – trøje-dominerede kollektion (siden 1988)
- Play Comme des Garçons – casual streetwear for yngre mænd og kvinder med hjerte logo (samarbejde med New York grafiker Filip Pagowski)
- Black Comme des Garçons – midlertidig dame- og herretøj, billig diffusion linje, der sælges i signatur BLACK pop up-butikker

Designet af Junya Watanabe
- Comme des Garçons Homme – Japansk herretøjslinje (siden 1978)
- Comme des Garçons Robe de Chambre – Japansk dametøjslinje (udgået)
- Junya Watanabe Comme des Garçons – dametøj (siden 1992)
- Junya Watanabe Comme des Garçons Man – herretøj (siden 2001)
- Junya Watanabe Comme des Garçons Man Pink – herretøjsvarer til kvinder (udgået)

Designet af Tao Kurihara
- Tao Comme des Garçons – dametøj (lanceret i 2005 afbrudt efter foråret 2011)
- Tricot Comme des Garçons – dametøj, strik

Accessories
- Comme des Garçons Edited – særlige varer for Edited butikker i Japan
- Comme des Garçons Pearl – smykker (siden 2006)
- Comme des Garçons Parfum – (siden 1994)
- Comme des Garçons Parfum Parfum
- Comme des Garçons Wallet
- Speedo Comme des Garçons – badetøj samarbejde (siden 2005)
- Hammerthor Comme des Garçons Shirt – undertøj samarbejde (siden 2007)

Andet
- Noir Kei Ninomiya – dametøj (lanceret 2013), designet af Kei Ninomiya tidligere mønsterproducent i CDG
- Ganryu Comme des Garçons – ukønnet street style label designet af Fumito Ganryu, tidligere mønsterproducent i CDG
- Comme des Garçons Peggy Moffitt
- Comme des Garçons Six – halvårlige magasin (fra 1988 til 1991)
- designsamarbejder med mainstream brands – feks. J.Crew, Levi's, Lacoste, Fred Perry, The North Face, Nike, Inc., Monocle, H&M, Undercover, Visvim, Chrome Hearts, 10.Corso.Como, KAWS, Louis Vuitton, osv.